# 緒方宮迫西石仏

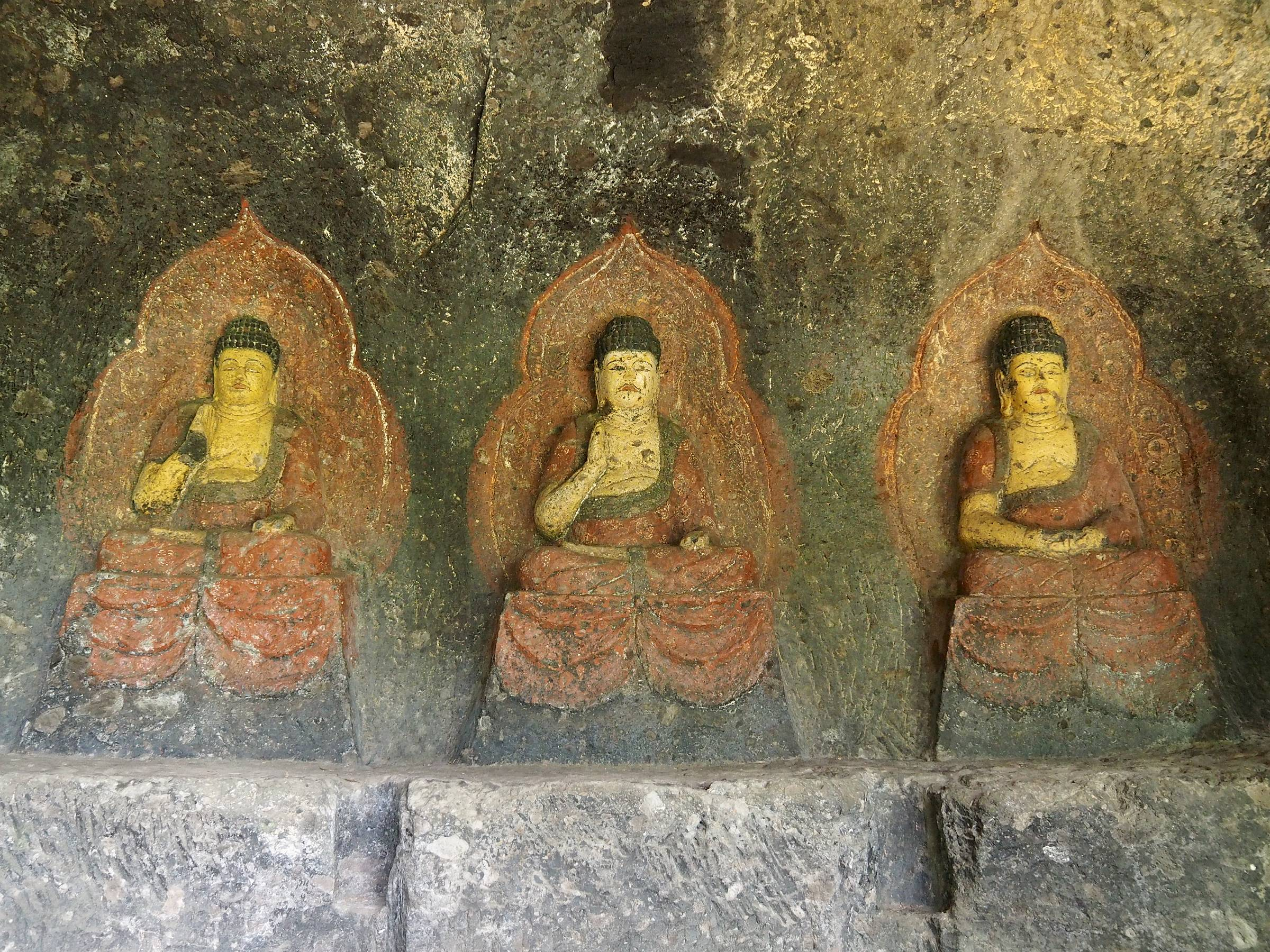
宮迫西磨崖仏

緒方宮迫西石仏（おがたみやさこにしせきぶつ）は、大分県豊後大野市緒方町久土知にある平安時代後期の磨崖仏である。国の史跡に指定されている（1934年1月22日指定）。
釈迦如来を中心に、左に阿弥陀如来、右に薬師如来が並ぶが、いわゆる三尊形式ではなく、3体の像が等しく並べられている。
緒方宮迫西石仏から約500メートルのところには、同じく国の史跡に指定されている緒方宮迫東石仏がある。